# Henri Louveau
 Henri Louveau  va ser un pilot de curses automobilístiques francès que va arribar a disputar curses de Fórmula 1. Va néixer el 25 de gener del 1910 i morir el 7 de gener del 1991.
Va participar en la setena cursa de la història de la Fórmula 1 disputada el 13 de setembre del 1950, el GP d'Itàlia, que formava part del campionat del món de la temporada 1950 de Fórmula 1, on va participar en aquesta única cursa, en dues curses puntuables pel campionat de Fórmula 1, al llarg de dues temporades, 1950 i 1951. Louveau també va disputar nombroses curses no puntuables pel mundial de la Fórmula 1 (inclòs el Campionat d'Europa). Va fer segon a les 24 hores de Le Mans de l'any 1949.

## Resultats a la Fórmula 1
| Any  | Equip         | Xassís      | Motor  | 1       | 2   | 3   | 4   | 5   | 6   | 7       | 8   | Posició | Punts |
| ---- | ------------- | ----------- | ------ | ------- | --- | --- | --- | --- | --- | ------- | --- | ------- | ----- |
| 1950 | Ecurie Rosier | Talbot-Lago | Talbot | GBR     | MON | 500 | SUI | FRA | BEL | ITA Ret |     | -       | 0     |
| 1951 | Ecurie Rosier | Talbot-Lago | Talbot | SUI Ret | 500 | BEL | FRA | GBR | ALE | ITA     | ESP | -       | 0     |

### Resum
| Curses: | Victòries: | Pòdiums: | Poles: | Voltes ràpides: | Punts: |
| ------- | ---------- | -------- | ------ | --------------- | ------ |
| 2       | 0          | 0        | 0      | 0               | 0      |